# Repubblica di Cospaia
La Repubblica di Cospaia (Republica de' Cošpäja in altotiberino umbro) fu un microstato indipendente esistito dal 1441 al 1826 a causa di un errore nel tracciamento dei confini fra lo Stato Pontificio e la Repubblica di Firenze (poi Granducato di Toscana). Oggi Cospaia è una frazione del comune di San Giustino, in provincia di Perugia.

## Storia

### Nascita della repubblica
Il borgo di Cospaia ottenne, inaspettatamente, l'indipendenza nel febbraio 1441, quando papa Eugenio IV, impegnato nel conflitto con il concilio di Basilea, cedette il territorio di Sansepolcro alla Repubblica di Firenze. Per errore, nella designazione del confine, una piccola striscia di terreno non venne inclusa nel trattato che delimitava le frontiere, e i locali residenti dichiararono prontamente di non essere sottomessi ad alcuna autorità. L'equivoco nacque dal fatto che, a circa 500 metri dal torrente che doveva stabilire la demarcazione (chiamato semplicemente "Rio"), esisteva un omonimo corso d'acqua. I delegati della repubblica fiorentina considerarono come nuova delimitazione il "Rio" che si trova più a nord, i delegati dello Stato della Chiesa, invece, quello più a sud. Si costituì così una sorta di terra nullius i cui abitanti si autoproclamarono indipendenti. Nel 1484 la sua autonomia venne formalmente riconosciuta.
La repubblica, come forma di governo, era estremamente rara fino alla rivoluzione francese. Esistevano le repubbliche "Serenissime" di Genova e Venezia, sia pur guidate da un "doge" (cioè un duca) a carattere elettivo, e quella di Lucca (tutte con istituzioni oligarchiche), la Repubblica di San Marino, la Repubblica di Noli, la Repubblica di Firenze, la Repubblica di Ragusa e la presunta repubblica di Senarica (in Abruzzo), con un doge come a Venezia, ma la sua reale esistenza non è stata storicamente comprovata con opportuna documentazione.
I cospaiesi, pertanto, preferirono basare la loro indipendenza sulla libertà totale degli abitanti, detentori tutti della sovranità, non affidata a nessun organo di potere, a differenza di altri Stati. Cospaia aveva anche una bandiera ufficiale, che viene tuttora utilizzata in alcune occasioni. Il vessillo era caratterizzato da un campo nero e uno bianco, divisi diagonalmente. Nello stemma, fantasioso e non coevo alla repubblica poiché successivo di un secolo, compare il borgo tra i due piccoli corsi d'acqua, con due pesci sulla destra e la pianta di Nicotiana tabacum a sinistra; in alto c'era il motto e gli anni di inizio e fine della repubblica.
I cospaiesi non avevano, dunque, obblighi tributari con lo Stato Pontificio e con Firenze, e le merci che transitavano nel territorio non erano soggette ad alcun dazio; era perciò una zona franca e cuscinetto. Sebbene Cospaia si estendesse su appena 330 ettari, i 250 abitanti fecero tesoro della situazione e ne approfittarono per incrementare, fra i primi nella penisola italiana, la coltivazione del tabacco. Ancora adesso, alcune varietà di tabacco vengono definite con il nome di cospaia.

### Forma di governo
La Repubblica di Cospaia non aveva esercito né carceri. A capo dell'amministrazione, per motivi meramente esecutivi, vi era il Consiglio degli Anziani e Capi famiglia, che si riuniva nella chiesa dell'Annunziata (dal 1718 al 1826), sede dell'omonima confraternita (1613): sull'architrave del suo portone si può ancora leggere l'unica norma scritta del minuscolo Stato, "Perpetua et firma libertas", ovvero Perpetua e sicura (ferma) libertà. Alle sedute del Consiglio degli Anziani partecipavano, altresì, il curato di San Lorenzo, in qualità di "presidente" (forse perché l'unica persona non analfabeta), carica condivisa con un membro della famiglia Valenti, la più importante del paese (quando la riunione si teneva nella loro casa, fino al 1718, ove ora sorge Villa Giovagnoli). La menzionata frase latina era anche incisa sulla campana parrocchiale.
Dopo diversi secoli di esistenza, Cospaia si ridusse però a un mero ricettacolo di contrabbandieri. Il concetto di libertà si era un po' appannato a favore dei suoi privilegi, che attiravano persone di tutti i tipi, per motivi economici o per sfuggire alla giustizia dei due grandi Stati adiacenti. Tale situazione non era insolita negli staterelli, soprattutto in quelli "di confine".

### Dissoluzione e spartizione della repubblica
Dopo la parentesi napoleonica, il 26 giugno 1826, con un atto di sottomissione da parte di quattordici rappresentanti della repubblica, essa venne divisa in due tra lo Stato della Chiesa e il Granducato di Toscana: ogni cospaiese, come "risarcimento", ottenne una moneta d'argento (il "papetto", in quanto raffigurante il pontefice regnante Leone XII) e l'autorizzazione a continuare la tabacchicoltura, che proseguì anche grazie a finanziamenti di ricchi possidenti locali (i Collacchioni e i Giovagnoli che acquistarono gran parte del territorio contenuto entro i confini della ex repubblica e vi costruirono una villa da adibire a residenza estiva eretta su quella che ai tempi della Repubblica al catasto pontificio era indicata come casa del Valenti, ove si tenevano appunto le riunioni degli anziani e dove vennero temporaneamente chiusi a chiave gli stessi come segno di sottomissione durante la visita del rappresentante pontificio il giorno in cui la repubblica di Cospaia cessò di esistere, ora individuata erroneamente in altro edificio), che la estesero poi a tutta la vallata, imponendola come principale.